# Eve (serie televisiva 2003)
Eve è una sitcom statunitense con protagonisti Eve, Jason Winston George, Ali Landry, Natalie Desselle-Reid, Brian Hooks e Sean Maguire. La serie è andata in onda sul canale UPN dal 5 settembre 2003 all'11 maggio 2006 per 66 episodi suddivisi in tre stagioni. La serie segue Shelly (Eve), una donna bellissima ed intelligente che tenta di inseguire amore e carriera. Nel 2004 la serie è stata nominata ai Teen Choice Award for Choice Breakout TV Show ed altre sette nomination.
In Italia la serie è trasmessa su Canale 21 dall'8 giugno 2024 in versione sottotitolata.

## Trama
La stilista di Miami Shelly Williams (Eve) dice che una donna la cui carriera nella moda è in movimento ma la cui vita amorosa è un work in progress.
All'inizio della serie, Shelly non è riuscita a trovare un partner adatto per dieci mesi. Inizia una relazione a intermittenza con il fisioterapista Jeremiah Thurgood "J.T." Hunter (Jason George), che rischia di deragliare quando lui piange mentre guardano Casablanca al loro primo appuntamento. Entrambi i personaggi si rivolgono a due dei loro amici intimi per consigli sul sesso opposto, sull'amore e sulle relazioni. Shelly chiede spesso consiglio all'ex modella Rita Lefleur (Ali Landry) e all'amica sposata Janie Egins (Natalie Desselle-Reid), mentre J.T. trova supporto nei suoi migliori amici, il direttore del night club Donovan Brink (Sean Maguire) e l'impiegato dell'IRS Nick Dalaney (Brian Hooks).
Gli episodi solitamente descrivono le avventure comiche e romantiche delle amiche e i problemi di carriera, come Shelly, Rita e Janie che lavorano insieme nella loro boutique di moda di Miami DivaStyle e J.T. che fa domanda di iscrizione al college.
I sei personaggi hanno molti appuntamenti e relazioni serie, e la serie può essere vista come un'estensione del concetto di "battaglia dei sessi" per la sua equa rappresentazione dei punti di vista sia maschili che femminili sulla questione.
Janie è la voce della ragione di Shelly, mentre Rita la incoraggia a essere più impulsiva con gli appuntamenti.
Spesso non sono d'accordo tra loro sul modo migliore per Shelly di affrontare la sua vita amorosa. Rita, Janie, Nick e Donovan sono solitamente mostrati intrappolati nel mezzo delle incomprensioni tra Shelly e J.T.
Anche se la relazione tra Shelly e J.T. è la trama predominante, la serie esplora le relazioni del suo cast di supporto; Donovan e Rita si frequentano e Nick, piuttosto selettivo, cerca di trovare il partner perfetto. Donovan è il proprietario dello Z Lounge, descritto come "uno dei club più alla moda di Miami" e uno dei luoghi in cui il gruppo si incontra più spesso.

## Episodi
| Stagione         | Episodi | Prima TV originale | Prima TV Italia |
| ---------------- | ------- | ------------------ | --------------- |
| Prima stagione   | 22      | 2003-2004          | 2024            |
| Seconda stagione | 22      | 2004-2005          | 2024-2025       |
| Terza stagione   | 22      | 2005-2006          | inedita         |